# دریازنی‌ی برخط

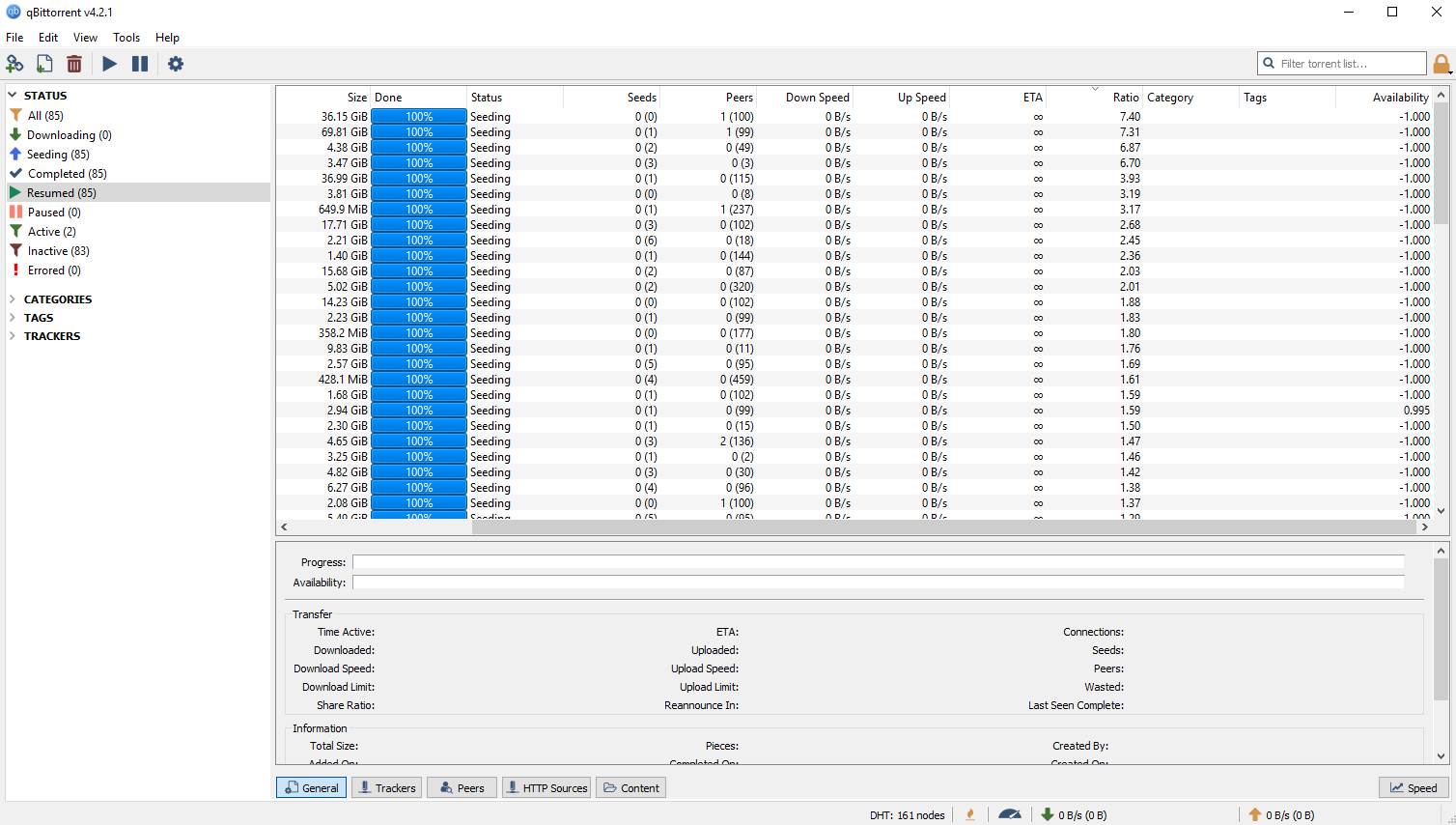
کیوبیت‌تورنت که متن‌بازی و رایگان بودنش آن را یکی از پرکاربردترین برنامه‌های تورنتینگ ساخته.

دریازنی‌ی آنلاین، یا دریازنی‌ی نرم‌افزاری (به انگلیسی: online piracy یا software piracy)، به عمل دریافت و پخش دیجیتالی محتوای مشمول حق نشر مانند فیلم، موزیک، بازی و نرم‌افزار گفته می‌شود.